# Paris-Roubaix 1983
Paris-Roubaix 1983 a fost a 81-a ediție a Paris-Roubaix, o cursă clasică de ciclism de o zi din Franța. Evenimentul a avut loc pe 10 aprilie 1983 și s-a desfășurat pe o distanță de 274 de kilometri de la Compiègne până la velodromul din Roubaix. Câștigătorul a fost Hennie Kuiper din Țările de Jos de la echipa Jacky Aernoudt-Rossin.

## Rezultate
| Loc | Concurent                     | Echipă                | Timp       |
| --- | ----------------------------- | --------------------- | ---------- |
| 1   | Hennie Kuiper (NED)           | Jacky Aernoudt-Rossin | 6h 47' 51" |
| 2   | Gilbert Duclos-Lassalle (FRA) | Peugeot-Shell         | +1' 15"    |
| 3   | Francesco Moser (ITA)         | Gis                   | +1' 15"    |
| 4   | Ronan De Meyer (BEL)          | Boule d'Or            | +1' 15"    |
| 5   | Marc Madiot (FRA)             | Renault-Elf           | +1' 15"    |
| 6   | Adri van der Poel (NED)       | Jacky Aernoudt-Rossin | +5' 59"    |
| 7   | Patrick Versluys (BEL)        | Euro Shop             | +5' 59"    |
| 8   | Frank Hoste (BEL)             | Europdecor-Dries      | +7' 40"    |
| 9   | Eddy Planckaert (BEL)         | Euro Shop             | +7' 40"    |
| 10  | Alain Bondue (FRA)            | La Redoute            | +8' 40"    |